# شیشکووتسی
شیشکووتسی (به بلغاری: Shishkovtsi) یک منطقهٔ مسکونی در بلغارستان است که در شهرستان کیوستندیل واقع شده‌است.